# Carolina Kostner
Pour les articles homonymes, voir Kostner.
Carolina Kostner (née le 8 février 1987 à Bolzano) est une patineuse artistique italienne.

## Biographie

### Carrière sportive
Son point fort est considéré la vitesse de déplacement : elle excelle dans les composants du libre où elle obtient la deuxième meilleure note lors des Jeux olympiques de 2018. Elle est championne du monde en 2012, titre obtenu à Nice, et médaillée de bronze lors des Jeux olympiques de 2014 à Sotchi.
Outre ces titres majeurs, elle est également vice-championne du monde 2008 et 2013, ainsi que quintuple championne d'Europe (2007, 2008, 2010, 2012, 2013). Avec la médaille de bronze obtenue aux championnats d’Europe en 2018, elle est devenue la patineuse la plus médaillée dans l’histoire de cette compétition.
Elle est la fille de l'ancien joueur et entraîneur de hockey sur glace Erwin Kostner, la sœur de Simon Kostner, également hockeyeur, et la cousine de la skieuse Isolde Kostner. Sa langue maternelle est le ladin, mais elle parle couramment italien et allemand.
Souhaitant faire une pause dans sa carrière, Carolina Kostner fait l'impasse sur la saison 2014-2015. En janvier 2015, elle est sanctionnée d'une suspension de 16 mois pour avoir aidé son ex-compagnon, le champion olympique 2008 de marche Alex Schwazer, à échapper à un contrôle antidopage en 2012.
Le 24 février 2018, après sa 5e place, elle est choisie pour être le porte-drapeau lors de la cérémonie de clôture des Jeux olympiques d'hiver à Pyeongchang.

## Palmarès

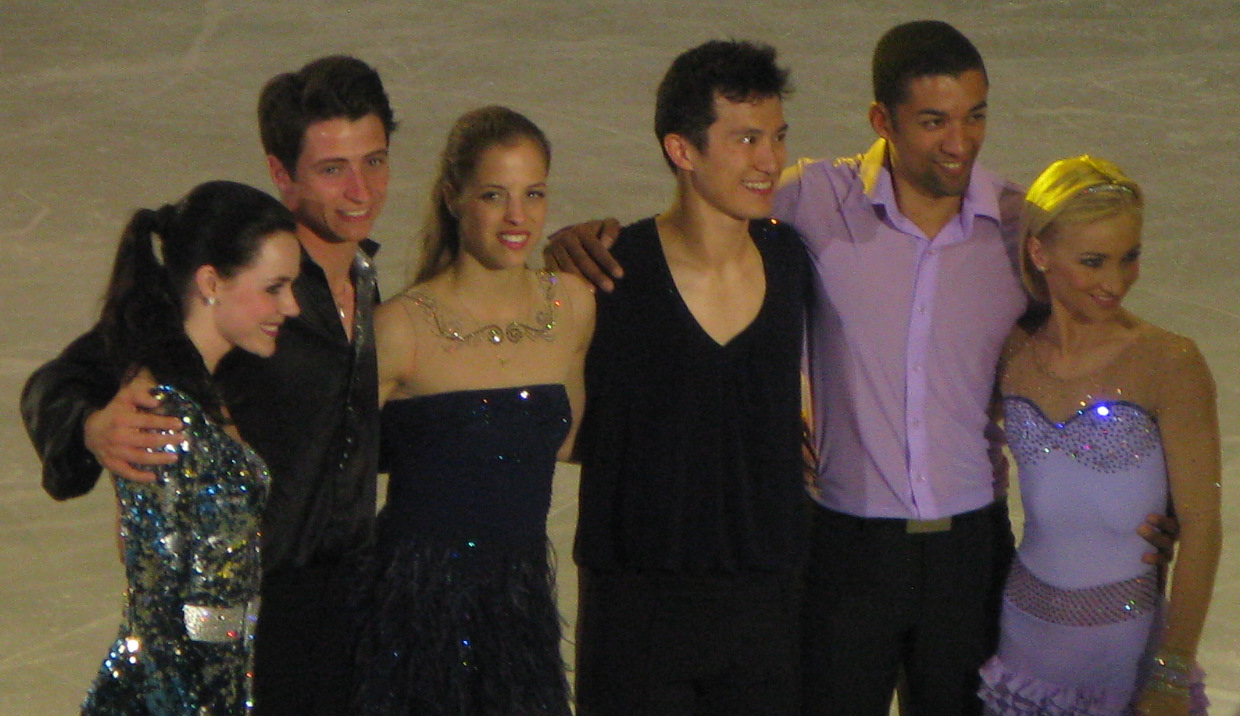
Carolina avec les médaillés d'or des Championnats du monde 2012.

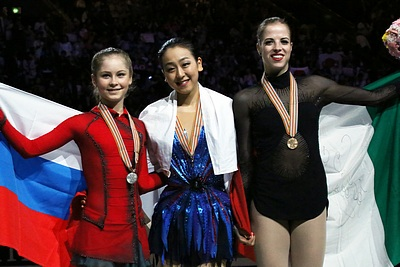
Carolina avec Mao Asada (milieu) et Julia Lipnitskaya (gauche)

| Compétition                   | 2001    | 2002    | 2003    | 2004    | 2005    | 2006    | 2007    | 2008    | 2009    | 2010    | 2011    | 2012    | 2013    | 2014    | 2015    | 2016    | 2017    | 2018    |
| Jeux olympiques d'hiver       |         |         |         |         |         | 9e      |         |         |         | 16e     |         |         |         | 3e      |         |         |         | 5e      |
| Championnats du monde         |         |         | 10e     | 5e      | 3e      | 12e     | 6e      | 2e      | 12e     | 6e      | 3e      | 1re     | 2e      | 3e      |         |         | 6e      | 4e      |
| Championnats d’Europe         |         |         | 4e      | 5e      | 7e      | 3e      | 1re     | 1re     | 2e      | 1re     | 2e      | 1re     | 1re     | 3e      |         |         | 3e      | 3e      |
| Championnats d'Italie         |         |         | 1re     | 2e      | 1re     | 1re     | 1re     | F       | 1re     | 2e      | 1re     | F       | 1re     | F       | F       | F       | 1re     | 1re     |
| Championnats du monde juniors | 11e     | 10e     | 3e      |         |         |         |         |         |         |         |         |         |         |         |         |         |         |         |
|                               |         |         |         |         |         |         |         |         |         |         |         |         |         |         |         |         |         |         |
| Grand Prix ISU                | 2000/01 | 2001/02 | 2002/03 | 2003/04 | 2004/05 | 2005/06 | 2006/07 | 2007/08 | 2008/09 | 2009/10 | 2010/11 | 2011/12 | 2012/13 | 2013/14 | 2014/15 | 2015/16 | 2016/17 | 2017/18 |
| Finale du Grand Prix          |         |         |         |         |         |         |         | 3e      | 3e      |         | 2e      | 1re     |         |         |         |         |         | 4e      |
| Skate America                 |         |         |         | 9e      |         |         |         |         |         |         | 3e      | 2e      |         |         |         |         |         |         |
| Skate Canada                  |         |         |         |         | 5e      | 7e      |         |         | 4e      |         |         |         |         |         |         |         |         |         |
| Coupe de Chine                |         |         |         |         |         |         |         | 3e      |         | 6e      |         | 1re     |         | 3e      |         |         |         |         |
| Trophée de France             |         |         |         |         | 2e      |         |         |         |         | 6e      |         | 2e      |         |         |         |         |         |         |
| Coupe de Russie               |         |         |         | 2e      | 7e      |         |         |         | 1re     |         |         |         |         | 2e      |         |         |         | 2e      |
| Trophée NHK                   |         |         |         |         |         | 6e      |         | 1re     |         |         | 1re     |         |         |         |         |         |         | 2e      |
| Légende : F = Forfait         |         |         |         |         |         |         |         |         |         |         |         |         |         |         |         |         |         |         |

## Spectacle
Carolina participe au spectacle Winx On Ice, en novembre 2008, avec comme thème le Winx Club.